# (11255) Fujiiekio
(11255) Fujiiekio (1977 DC4) – planetoida z pasa głównego asteroid okrążająca Słońce w ciągu 5,47 lat w średniej odległości 3,1 j.a. Odkryta 18 lutego 1977 roku.